# باتری نیکل–لیتیم
باتری نیکل-لیتیم(به انگلیسی: Nickel–lithium battery) (مخفف انگلیسی: Ni–Li) گونه‌ای از باتری‌های قابل شارژ آزمایشی هستند که در آن یک کاتد نیکل هیدروکسید و یک آند لیتیمی استفاده شده است.